# Luigi Nisticò
Luigi Nisticò (...) è un ex judoka e allenatore di judo italiano.
Maestro benemerito è stato promosso 7 dan dal Kodokan. Inizia a praticare judo nella accademia di Nettuno della Polizia di Stato, in cui prestava servizio in giovane età, sotto la guida del maestro Ken Noritomo Otani insegnante mandato dal Kōdōkan in Italia.
Diviene poi figura di spicco dal punto di vista sportivo nella squadra delle Fiamme Oro. Ritiratosi dalle competizioni ha dedicato la sua vita all'insegnamento ed all'arbitraggio. È stato insignito nel 2009 dell'Oscar del Budo per la pluridecennale attività al servizio del judo italiano.